# Macrocentrus instabilis
Macrocentrus instabilis är en stekelart som beskrevs av Muesebeck 1932. Macrocentrus instabilis ingår i släktet Macrocentrus och familjen bracksteklar. Inga underarter finns listade i Catalogue of Life.